# Іван Кмотрік
Іван Кмотрік (словац. Ivan Kmotrík, нар. 14 квітня 1959, Скаліца) — словацький бізнесмен, власник футбольного клубу «Слован» (Братислава). Він також є власником Grafobal group, телеканалу TA3, OMS Lighting, та приватного університету Stredoeurópska vysoká škola v Skalici.